# Ordine del Baccello di Ginestra

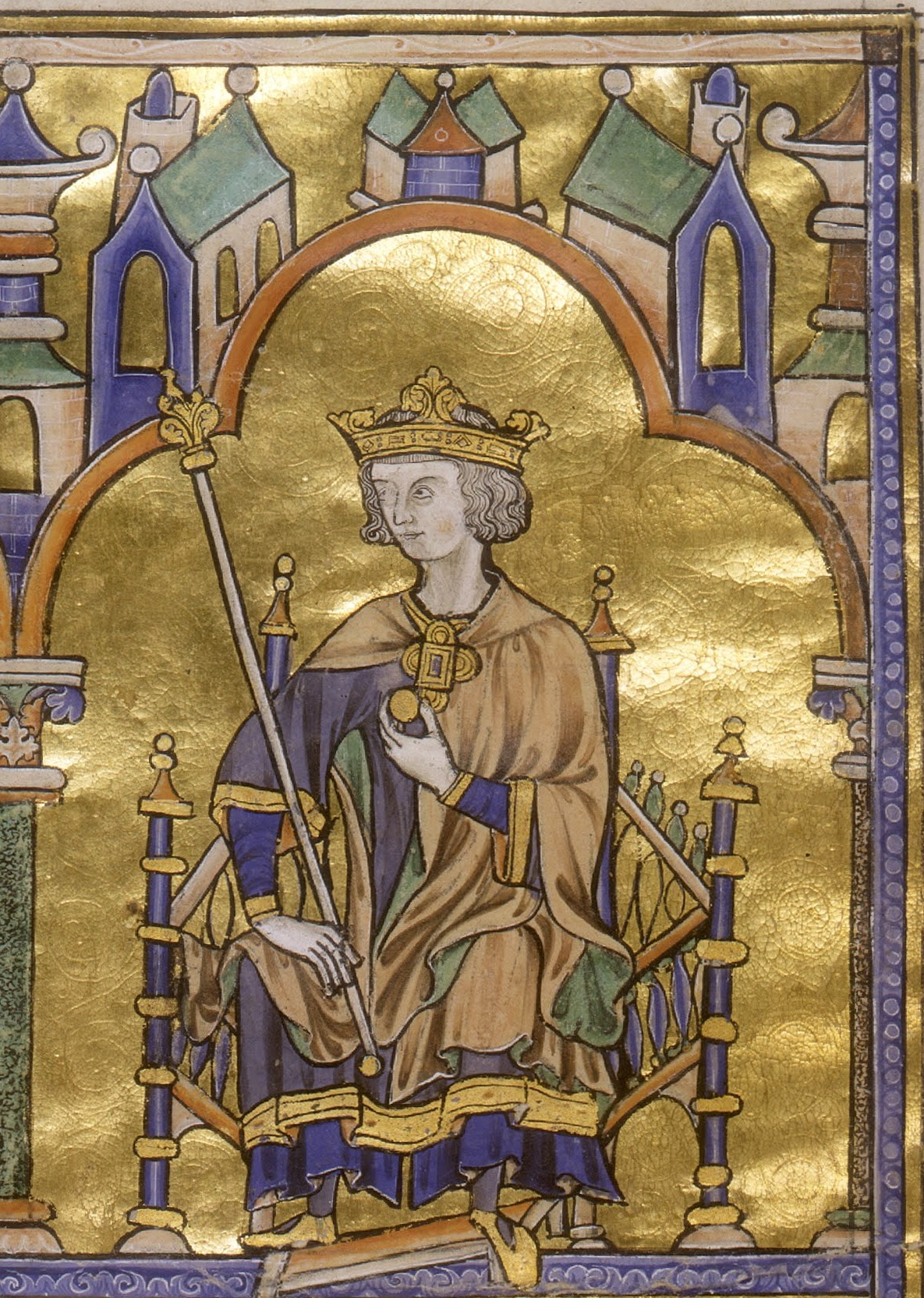
Luigi IX di Francia

L'Ordine del Baccello di Ginestra  fu il primo ordine cavalleresco francese, fondato nel 1234 da Luigi IX.

## Storia
Venne istituito il giorno di Pentecoste del 1234, in occasione del matrimonio del re di Francia Luigi IX con Margherita di Provenza.
Fu stabilito in cento il numero massimo dei cavalieri, anche non francesi, che dovevano provenire dall'alta nobiltà.
Il re istituì anche nel 1262 l'Ordine del Naviglio (o Ordine d'Oltremare), finalizzato a combattere gli infedeli in Africa.

## Insegne
Il collare era composto da baccelli di ginestra smaltati intrecciati con gigli d'oro; dal collare pendeva una croce gligliata d'oro. I cavalieri vestivano una cappa bianca con cappuccio violaceo.

## Membri illustri
- Filippo III di Francia
- Roberto II d'Artois
- Duchi di Lancaster
- Duchi di Glaucester
- Duchi di York